# Bulinus scalaris
Bulinus scalaris е вид коремоного от семейство Planorbidae. Видът не е застрашен от изчезване.

## Разпространение
Разпространен е в Ангола, Ботсвана, Демократична република Конго, Етиопия, Замбия, Зимбабве, Кения, Намибия и Уганда.